# Diospyros collinsiae
Diospyros collinsiae là một loài thực vật có hoa trong họ Thị. Loài này được Craib mô tả khoa học đầu tiên năm 1920.